# Congrès universel d'espéranto de 1954
Pour un article plus général, voir Congrès universel d'espéranto.
 (décembre 2024).
Le congrès universel d’espéranto de 1954 est le 39e congrès universel d’espéranto, organisé en juillet et août 1954, à Haarlem aux Pays-Bas.